# Tomoplagia propleuralis
Tomoplagia propleuralis är en tvåvingeart som beskrevs av Aczel 1955. Tomoplagia propleuralis ingår i släktet Tomoplagia och familjen borrflugor.
Artens utbredningsområde är Puerto Rico. Inga underarter finns listade i Catalogue of Life.